# Operclipygus iheringi
Operclipygus iheringi är en skalbaggsart som först beskrevs av Heinrich Bickhardt 1917.  Operclipygus iheringi ingår i släktet Operclipygus och familjen stumpbaggar. Inga underarter finns listade i Catalogue of Life.